# Accidente de autobús de Escárcega de 2025
El 8 de febrero de 2025, un autobús chocó contra un tractocamión en la carretera Escárcega - Villahermosa en México y se incendió.  El autobús era operado por Tour's Acosta y transportaba 48 pasajeros de Cancún a Tabasco. El gobierno de Tabasco reportó 41 muertos.

## Choque
El autobús de pasajeros viajaba de Cancún a Tabasco con 48 pasajeros a bordo. Salió de Cancún alrededor de las 19:30 hora local del 7 de febrero, alrededor de la segunda hora del día 8 de febrero, cuando la mayoría de los pasajeros dormían, chocó contra un tractocamión y se incendió en el kilómetro 171 de la carretera Escárcega-Villahermosa. Del vehículo solo quedó la estructura metálica. La empresa Tour's Acosta comunicó en redes sociales que la condición del autobús era «óptima» y que mantuvo una «velocidad moderada consistente» con las reglas federales durante el accidente. Al parecer, uno de los conductores estaba demasiado cansado. En el accidente murieron los conductores del autobús y del camión.

## Secuelas
Los transeúntes intentaron liberar a los pasajeros atrapados dentro del autobús, pero no tuvieron éxito. Algunos supervivientes lograron escapar rompiendo las ventanas y sufrieron quemaduras. Otro camión recogió a los supervivientes para trasladarlos al hospital. Al principio, nueve supervivientes lograron escapar, siete de los cuales necesitaron ser hospitalizados y fueron admitidos en tres hospitales cercanos.
El Ayuntamiento de la localidad, Palacio Municipal de Comalcalco, informó que apoyarán en el traslado de los cuerpos de las víctimas. Los testigos afirmaron que el camión circulaba en sentido contrario tras invadir el carril de los autobuses.Tour’s Acosta informó que los familiares y amigos de los pasajeros deberán acudir a la Fiscalía del municipio de Candelaria para realizar los trámites necesarios. Un testigo del accidente dijo que los transeúntes pudieron rescatar a unos 10 pasajeros, entre ellos una niña con lesión en el cráneo y un hombre con quemaduras muy graves. A los familiares se les dijo que podría tomar hasta tres meses identificar a todas las víctimas con pruebas de ADN.

## Investigación
José Ramiro López Obrador, secretario de gobierno y hermano de Andrés Manuel López Obrador, fue el encargado de investigar el accidente. La compañía de autobuses dijo que está trabajando junto con las autoridades para determinar la causa del accidente.

## Reacción
El alcalde de Comalcalco, Ovidio Peralta, ofreció sus condolencias y dijo que autoridades locales acudieron al lugar del accidente.
El gobernador del estado de Tabasco, Javier May, pidió disculpas por X (Twitter) y dijo que el estado está coordinando con autoridades federales y de Campeche.
La Procuraduría General de Justicia del estado de Tabasco informó que se coordina con autoridades de Campeche y la Dirección de Ciencias Forenses para realizar pruebas genéticas que faciliten la identificación de las víctimas.
La empresa operadora de autobuses Tour’s Acosta se disculpó y dijo que estaba coordinando con el gobierno para una investigación.